# Li Yuehong
Li Yuehong (kinesiska: 李越宏; pinyin: Lǐ Yuèhóng), född 28 augusti 1989 i Jinan, är en kinesisk sportskytt.
Li blev olympisk bronsmedaljör i snabbpistol vid sommarspelen 2016 i Rio de Janeiro. Vid olympiska sommarspelen 2020 i Tokyo tog han återigen brons i 25 meter snabbpistol. Vid olympiska sommarspelen 2024 i Paris tog Li guld i 25 meter snabbpistol.